# Streckpannad törnfågel
Streckpannad törnfågel (Phacellodomus striaticeps) är en fågel i familjen ugnsfåglar inom ordningen tättingar.

## Utseende och läte
Streckpannad törnfågel är en gulbrun knubbig fågel med lång stjärt. Undersidan är ljust gulbrun, ovansidan rödbrun, med rätt kraftig näbb. Ljus strupe, tjockare näbb och större storlek skiljer den från liknande kanasteror. Lätet består av en serie gnissliga gnyn: "pyeek, pyeek, pyeek...".

## Utbredning och systematik
Streckpannad törnfågel delas in i två underarter:
- Phacellodomus striaticeps striaticeps – förekommer i Anderna i västra Bolivia och nordvästra Argentina
- Phacellodomus striaticeps griseipectus – förekommer i Anderna i södra Peru (Cusco, Apurimac och Puno)

## Levnadssätt
Streckpannad törnfågel hittas i höglänta torra buskmarker med snår och spridda träd. Den födosöker i täta buskage, ibland även på marken.

## Status
Arten har ett stort utbredningsområde och beståndet anses vara stabilt. Internationella naturvårdsunionen IUCN listar den därför som livskraftig (LC).